# Metra(…)
Metra(…) (altgriechisch Μητρα[…]) war ein griechischer Koroplast, der im 1. Jahrhundert n. Chr. in Myrina tätig war.
Metra(…) ist von unvollständigen Signaturen auf drei Typen von Tonstatuetten bekannt. Zwei Statuetten der Tyche befinden sich heute im Louvre in Paris, ebenso eine Statuette des Dionysos mit Eros und Panther. Eine zweite solche Dionysosfigur befindet sich im Archäologischen Museum Istanbul. Der dritte Statuettentyp zeigt eine Frau im Gewand und befindet sich in Privatbesitz.